# 076형 강습상륙함
076형 강습상륙함은 중국 인민해방군 해군이 운용하는 대형 강습상륙함이다. 075형 강습상륙함의 후속함으로 크기도 더 커졌고, 능력도 더 향상된다.

## 역사

### 배경
군사 분석가들은 미국이 F-35B 전투기를 개발했으며 이들 중 상당수를 일본에 판매하여 상륙작전함과 착륙 헬리콥터 부두를 사실상 항공 모함으로 만들어 중국 국가에 엄청난 위협을 가할 것이라고 말했다.   중국은 F-35B와 같은 STOVL 전투기를 보유하고 있지 않지만 전자기 발사 시스템 기술을 습득했다. 따라서 중국이 방어를 위해 STOVL 항공기의 대안으로 상륙 공격 선에서 항공기를 발사하는 데 전자 투석기를 사용하는 것이 합리적이다. 분석가들은 적대적인 F-35B가 장착 된 전함에서 나왔다고 말한다. 그런가하면 분석가들은 중국의 075형 상륙 작전 함과 마찬가지로 076형도 존재한다면 남중국해와 대만 섬의 섬 점령 작전에 배치 될 수 있으며 중국의 해외 이익을 보호하는 데에도 사용될 수 있다고 지적했다. 중국은 이제 전 세계 국가에 많은 인적 자원, 투자, 프로젝트 및 전략적 자산을 보유하고 있다. 075형 강습상륙함은 2019년부터 상하이시에서 2척을 진수했지만 고정익기를 발진시킬 능력이 없는 STOVL 방식의 함정이다.

### 전개
2020년 7월 24일 중국 관영 『Global Times』는 “中國船舶集團有限公司(CSSC) 소속 708연구소가 현재 건조중인 Type 075형 4만톤 규모의 헬기강습상륙함(LHA)에 이어 신형 Type 076형 LHA 건조준비를 하고 있다”고 보도하였다.

## 특징

### 중국형 강습상륙함
CATOBAR 방식을 채택한다면, 미국의 아메리카급 강습상륙함, 와스프급 강습상륙함과 유사하다. 기본적으로 강습상륙함의 형태와 포지션을 갖추고 있고 전투기 함재 계획에 대해서는 밝혀진 바가 없다.

### 드론(Drone) 함재기
중국판 RQ-4 글로벌 호크로 평가받는 GJ-11 공지(攻擊) 무인기를 함재할 것으로 보이며, KJ-200 조기경보기도 운용 가능해 보인다.

### 전략적 가치
2020년 7월 21일 『Meta Defense』는 만일 중국 해군이 항모에 GJ-11 무인함재기 탑재에 성공한다면, 이는 “미 해군이 운용하고 있는 11척 항모와 8척 LHD 전력체계에 치명적 위협이다”라고 평가하였다.

## 같이 보기
- 트리에스테급 항공모함
- 샤를 드 골 (항공모함)
- 아메리카급 강습상륙함
- 대한민국 대형수송함-II 사업
- 075형 강습상륙함

en:Type 075 landing helicopter dock

## 참고
1. 1 2  “Media speculate on China's possible next generation amphibious assault ship Type 076 - Global Times”. 2020년 7월 26일에 원본 문서에서 보존된 문서. 2020년 8월 25일에 확인함.